# 공룡의 땅
《공룡의 땅》(恐龍의 땅)은 MBC가 아시아 대륙에서 서식한 공룡에 대해 다룬 다큐멘터리이다.

## 등장 공룡
- 타르보사우루스
- 사이카니아
- 벨로키랍토르
- 프로토케라톱스
- 오비랍토르
- 데이노케이루스
- 코레아케라톱스

## 국제 공룡 탐사대원
- 이융남 박사
- 루이스 제이콥스 교수
- 필립 커리
- 고바야시 요시쓰구 교수
- 마이크 라이언 박사

## 관련 기사
- 박세영 기자 (2009년 1월 15일). “MBC공룡과 EBS공룡, 같은점과 다른점”. 헤럴드 경제.
- 이동현 기자 (2009년 1월 15일). “MBC 스페셜 ‘공룡의 땅’, ‘쥬라기공원’ 능가하는 공룡 재현”. 일간스포츠.[깨진 링크(과거 내용 찾기)]
- 문주영 기자 (2009년 1월 16일). “MBC도 공룡다큐 선뵌다…18일 ‘공룡의 땅’”. 경향닷컴.
- 구혜정 기자 (2009년 1월 17일). “유해진 ‘공룡의 땅’ 다큐 내레이션”. TV리포트. [깨진 링크(과거 내용 찾기)]
- 조은별 기자 (2009년 1월 18일). “‘공룡’ 다큐멘터리 주요 소재로 부상”. CBS 노컷뉴스. [깨진 링크(과거 내용 찾기)]
- 박준범 기자 (2009년 1월 16일). “유해진, 다큐 내레이션 첫 도전”. 스포츠칸.

- 최문정 기자 (2009년 1월 19일). “MBC '공룡의 땅', 2008년 다큐열풍 잇나‥10.3%”. 머니투데이 스타뉴스.

- 김은구 기자 (2009년 1월 19일). “'공룡의 땅', "막장드라마의 오염 정화"...호평 속 두자릿수 시청률”. 이데일리.[깨진 링크(과거 내용 찾기)]

- 인터넷 팀 (2009년 1월 19일). “유해진 공룡 목소리 연기 “기가막히다””. 데일리 서프라이즈.[깨진 링크(과거 내용 찾기)]

## 같이 보기
- 한반도의 공룡 (EBS)